# Syllogos Mikrasiaton Pierias

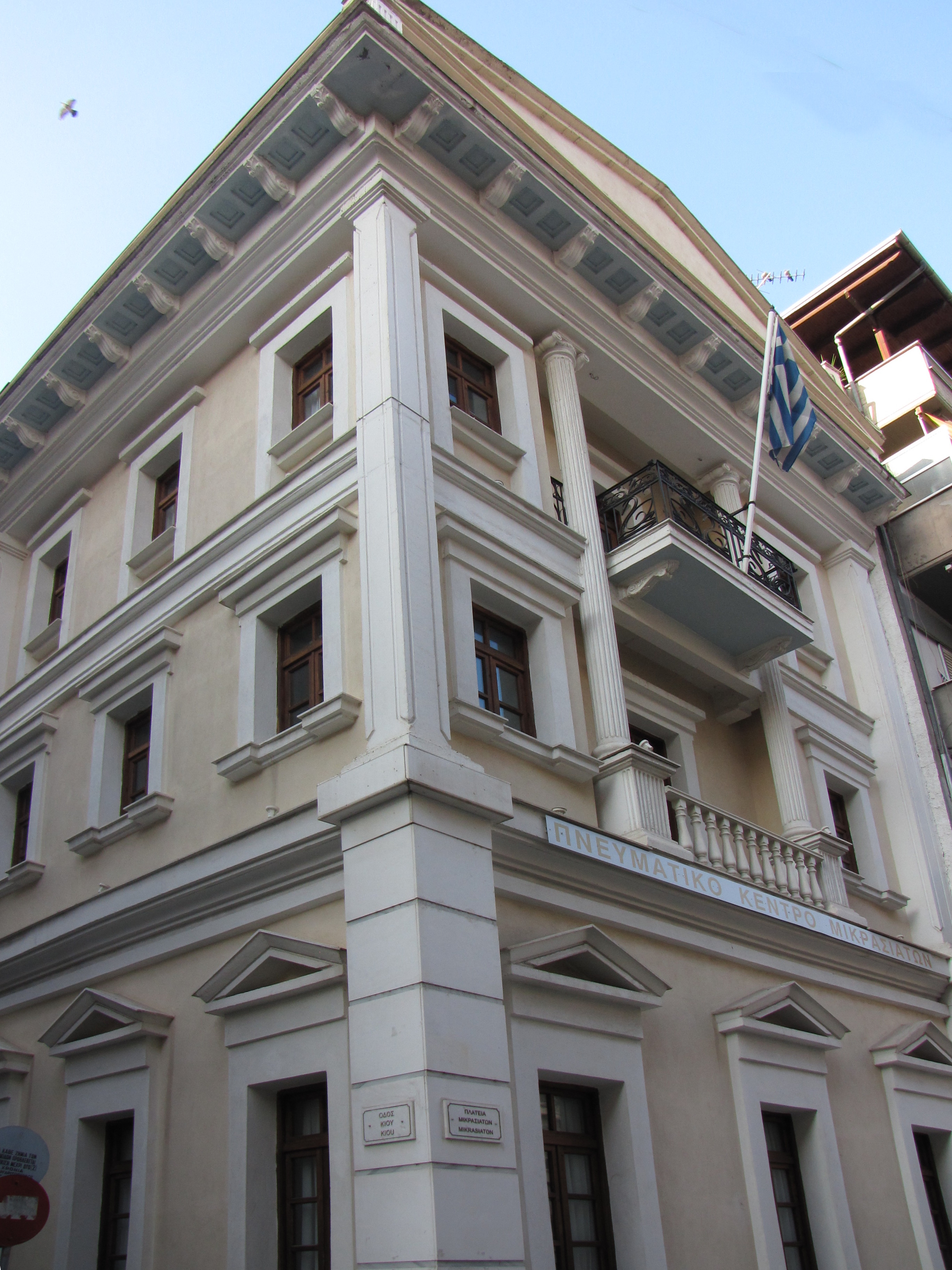
Gebäude des Vereins

Nach der Vertreibung der griechischstämmigen Bevölkerung aus Kleinasien im Jahr 1922 kamen viele der Flüchtlinge nach Makedonien. Um den Neuankömmlingen in der Präfektur Pieria zu helfen, wurde der Syllogos Mikrasiaton Pierias ( Σύλλογος Μικρασιατών Πιερίας ‚Verein der Kleinasiaten Pierias‘) gegründet.

## Sitz
Sitz des Vereins ist die Kiou 2, Ecke Sarantaporou, 60100 Katerini, Pieria, Griechenland.

## Geschichte

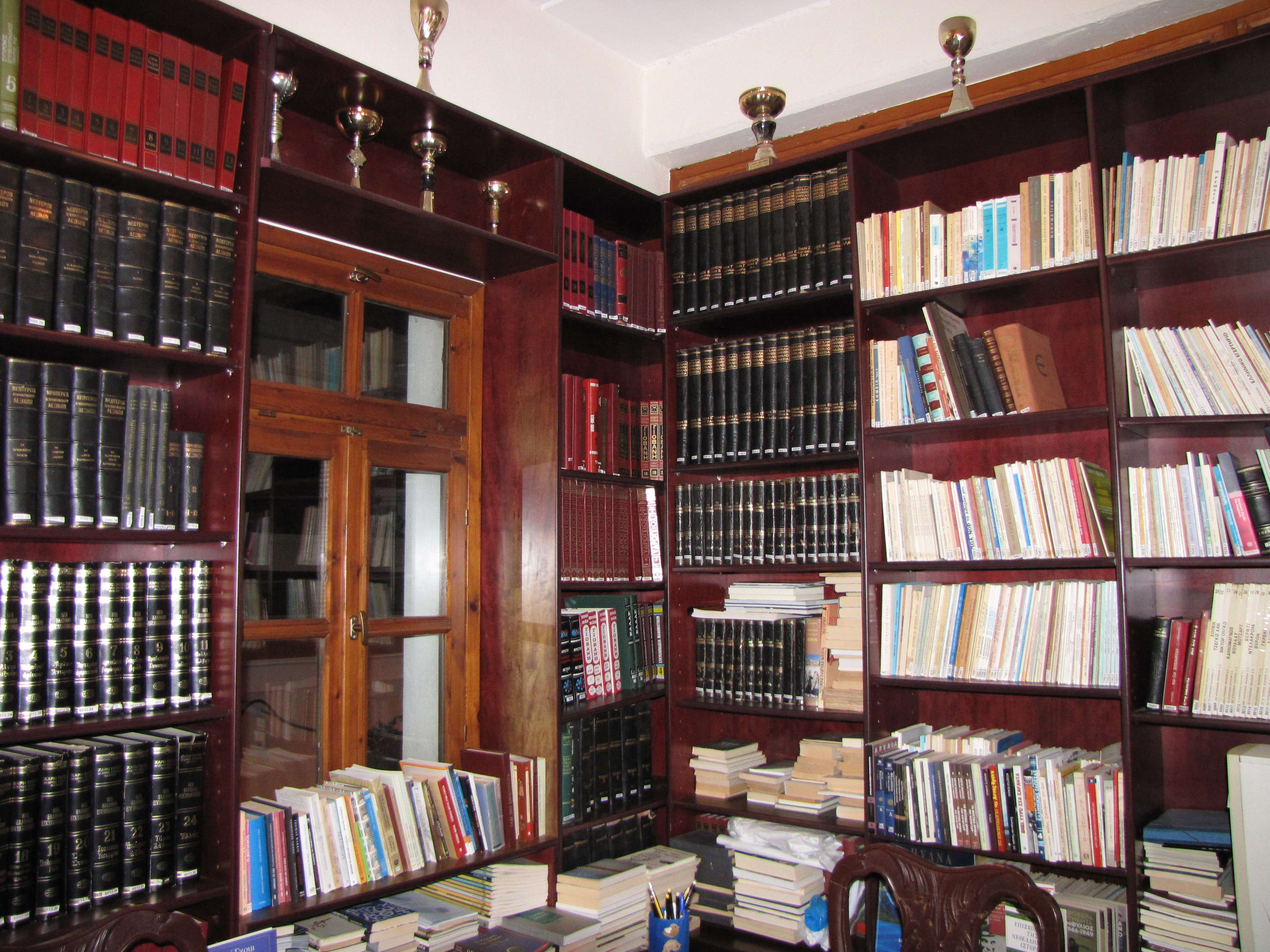
Bibliothek des Vereins

Nach einigen Darstellungen sei der ursprüngliche Grund für die erste Phase der Besiedlung Kleinasiens durch die griechischen Stämme der Ionier und Aioler die Vertreibung durch einwandernde Dorer. Erst im 8. Jahrhundert v. Chr. begann eine geplante Kolonisation Kleinasiens. Zwischen 1914 und 1923 wurden Griechen im osmanischen Reich verfolgt und gewaltsam vertrieben.
Der Verein wurde 1923 zum Zweck der Unterstützung der nach Pieria geflohenen Griechen aus Kleinasien gegründet. Die Hilfe des griechischen Staates und die Hilfsgelder aus dem Ausland waren nicht ausreichend, um die Neuankömmlinge zu versorgen. 1930 verteilte der griechische Staat Land an bedürftige Bewohner, auch an die Flüchtlinge. Nachdem die Mitglieder der Hilfe des Vereins nicht mehr bedurften, ruhte dessen Tätigkeit ab 1933. Erst 1974 wurde die Vereinstätigkeit wieder aufgenommen, der Fokus lag nun auf dem Erhalt des geschichtlichen Erbes und der Pflege der Traditionen. Der Verein hat derzeit (November 2018) rund 900 Mitglieder. Der Vorstand besteht aus neun Mitgliedern; Wahlen werden in einem dreijährigen Turnus durchgeführt.

## Gebäude
1924 schenkte die Stadt Katerini dem Verein ein Grundstück im Zentrum der Stadt. Nachdem 1933 die Vereinstätigkeiten eingestellt worden waren, wurde das  Grundstück an die Bäuerliche Volkskasse abgegeben, deren Mitglieder vorwiegend aus Kleinasien stammten. 1975 wurde das Grundstück an den Verein zurückgegeben. Das Gebäude wurde 1985 nach Plänen des Vereins erbaut und im Mai 1990 bezogen.
Die Aufteilung:
- Erdgeschoss: Im Saal finden Veranstaltungen und Ausstellungen statt. Die Bestuhlung bietet Platz für 100 Zuschauer.
- Erstes Obergeschoss: Neben der Bücherei ist dort das Museum untergebracht.
- Zweites Obergeschoss: Büros des Vorstands, Sekretariat, Buchhaltung und Archiv
- Dachgeschoss: Kleiderkammer für Trachten der Tänzer und ein kleines Kino

## Museum

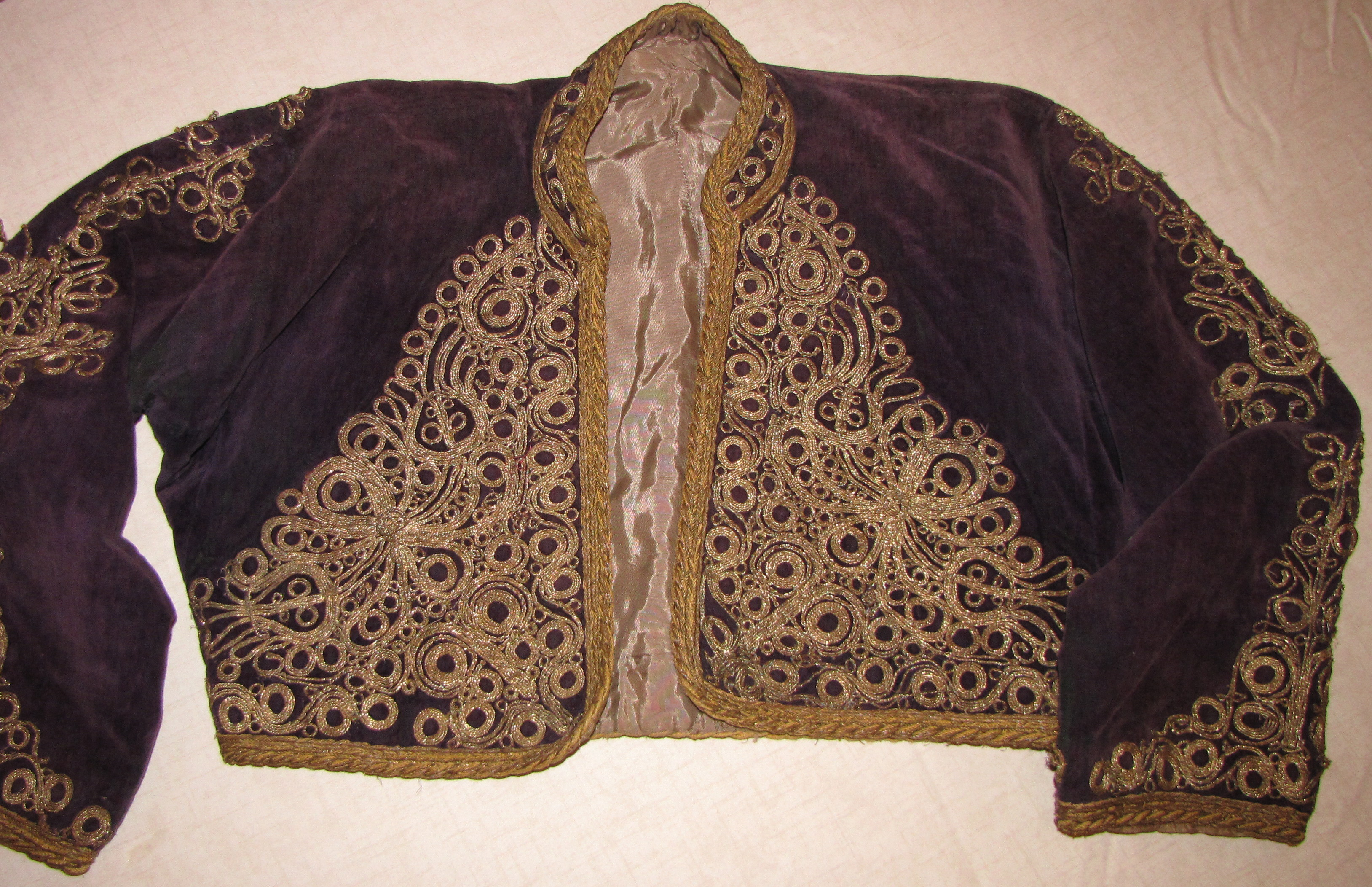
Traditionelle, mit Goldfäden bestickte Jacke

Die meisten Ausstellungsstücke des Museums wurden von Flüchtlings-Familien gespendet. Viele sind über 100 Jahre alt. Ausgestellt werden sowohl Gegenstände, die das tägliche Leben der Griechen in Kleinasien veranschaulichen sollen, als auch wertvolle Kleidungsstücke. Einige von ihnen sind mit Goldfäden bestickt und dementsprechend schwer. An einer Wand des Raumes sind Fotografien aus dem 19. und 20. Jahrhundert ausgestellt, die geschichtliche Ereignisse und bedeutende Personen jener Zeit darstellen. Jährlich findet anlässlich des 14. Septembers, des Jahrestags der Katastrophe von Smyrna, eine dreitägige Bilderausstellung statt. Es ist geplant, das Museum auszubauen, da momentan nicht genügend Vitrinen vorhanden sind, um die Vielzahl der Exponate angemessen zu präsentieren.

## Abteilungen
- Bibliothek: Sie enthält über 3000 Bücher.[4]
- Museum
- Volkstanz: Drei Gruppen Erwachsene mit 65 Tänzern, zwei Kindergruppen mit 40 Tänzern. Der Verein besitzt momentan 70 Trachten für die Tänzer.
- Chor: 35 Sängerinnen und Sänger
- Theatergruppe: 15 Mitglieder
- Musikgruppe für Kinder: 15 Mitglieder
- Lesegruppe für Kinder
- Bastelgruppe für Kinder

Schon, um die Zukunft des Vereins zu sichern, wird der Betreuung der Kinder besondere Aufmerksamkeit zuteil. Ausbildung und Übungen der verschiedenen Abteilungen finden in den eigenen Räumlichkeiten statt.

## Aktivitäten

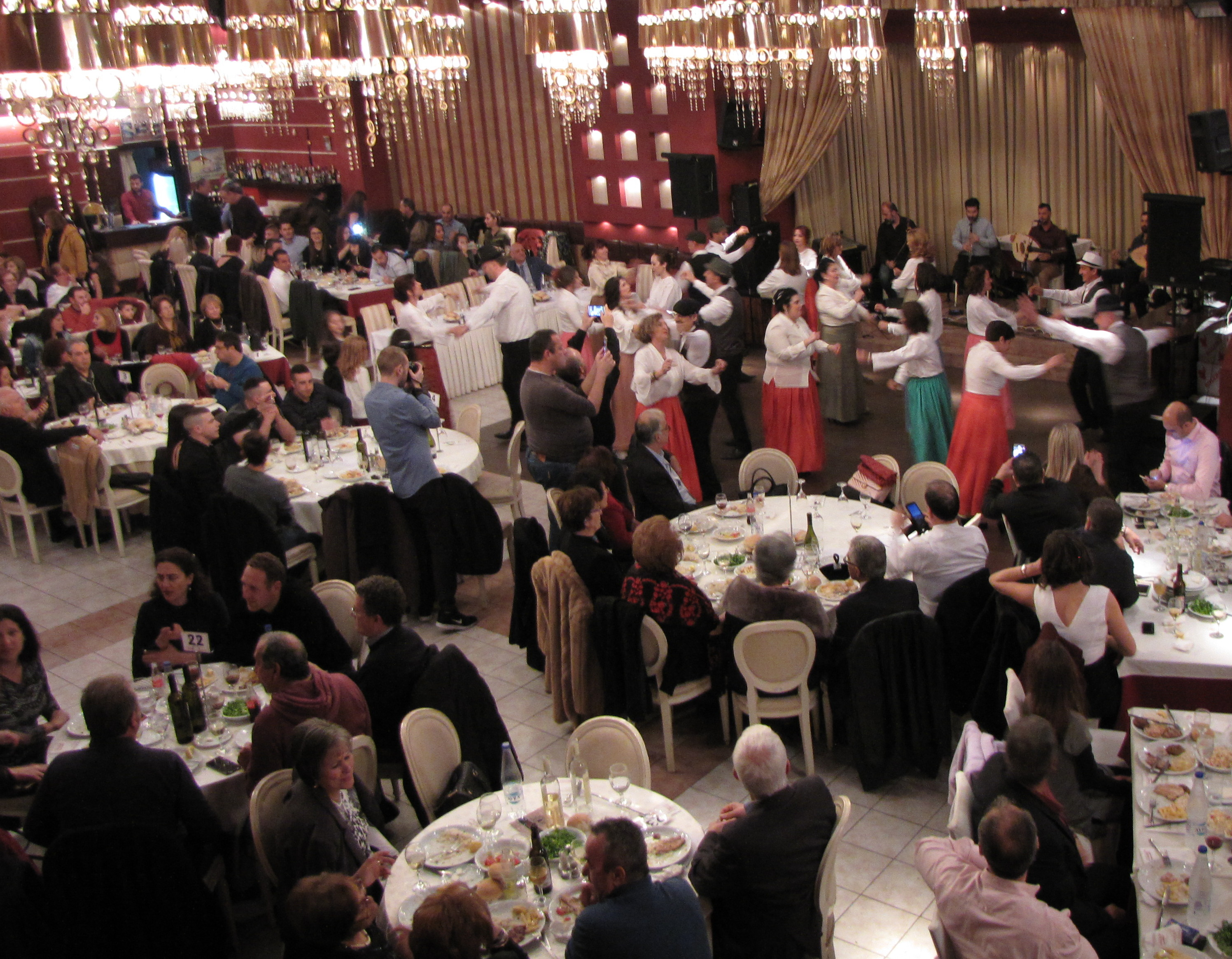
Tanzveranstaltung des Syllogos Mikrasiaton Pierias

Im Juni 2018 richtete der Verein das zweite gesamtgriechische Treffen der Kleinasiaten () in Katerini aus. Es nahmen zirka 2000 Tänzerinnen, Tänzer und Musikanten aus ganz Griechenland teil. Es handelte sich dabei nicht um eine homogene Volksgruppe, sondern um Teilnehmer der verschiedenen kleinasiatischen Küstenabschnitte, Pontosgriechen und Griechen, deren Vorfahren aus Kappadokien stammten. Sie alle führten ihre eigenen, zum Teil Jahrtausende alten traditionellen Tänze auf, begleitet von Kapellen, deren Musikinstrumente sich zwar ähneln, aber sich im Laufe der Zeit eigenständig entwickelt haben.
Weitere Aktivitäten:
- Tanzveranstaltungen
- Singen des Chors
- Theater
- Verschiedene Ausstellungen
- Vorstellungen von Büchern
- Sammeln und Verteilen von Gütern für bedürftige Personen

Auftritte der Tänzer, Sänger und der Theatergruppe gab es in fast ganz Griechenland. Im Ausland wurden Bulgarien, Italien, die Türkei, Österreich und Deutschland bereist.